# Oxyopes subjavanus
Oxyopes subjavanus är en spindelart som beskrevs av Embrik Strand 1907. Oxyopes subjavanus ingår i släktet Oxyopes och familjen lospindlar. Inga underarter finns listade i Catalogue of Life.